# Carlos Spencer
Carlos James Spencer, född 14 oktober 1975 i Levin på Nya Zeeland, är en rugbyspelare som idag spelar för Northampton Saints. Hans position är ut-halv och har många landskamper på meritlistan. Han är 184 cm lång och väger ungefär 95 kg. Han började karriären i Auckland Blues på Nya Zeeland. 2006 lämnade han Auckland för att spela i Northampton.
Hans debut för landslaget var 1997 och då mötte hans Nya Zeeland Argentina hemma på Athletic Park i Wellington den 21 juni. Den matchen gjorde han 33 poäng.
2006 blev han invald i Guinness Premiership All-star-lag.